# Феодосий Шчедрин
Феодосий Фьодорович Шчедрин (1751 – 1825) е известен руски скулптор, представител на класицизма, професор, академик и ректор на Художествена академия в Санкт Петербург.
Прави монументално-декоративни скулптури. Ръководи скулптурната украса на Адмиралтейството в Санкт Петербург, фонтаните в Петерхоф и др.

## Творби
- „Марсий“ – бронз – 1776 г.
- „Ендимион“ – бронз – 1779 г.
- „Венера“ – мрамор – 1792 г.
- „Диана“ – мрамор – 1798 г.

- Нимфи върху Адмиралтейството в Санкт Петербург (вляво)
- Нимфи върху Адмиралтейството в Санкт Петербург (вдясно)
- Персей с главата на Медуза в Петерхоф
- Фонтанна група Самсон, разкъсващ лъвската паст в Петерхоф
- Фонтанна група Сирени в Петерхоф
- Марсий (1776)
- Диана (1795)